# اچ. پی. لاوکرفت
هوارد فیلیپس لاوکرفت (به انگلیسی: Howard Phillips Lovecraft) نویسنده آمریکایی داستان ترسناک، خیال‌پردازی و علمی–تخیلی بود که آثارش پایه‌گذار یک شاخه در ژانر وحشت به نام وحشت لاوکرفتی شد.

## زندگی ادبی
لاوکرفت پرچمدار ادبی سبکی بود که با نام وحشت کیهانی شناخته می‌شود.
او معتقد بود دنیا برای بشر قابل فهم نیست و بشر بیگانه‌ای است در کل جهان. آن دسته که متکی بر استدلالات موثق هستند، نظیر شخصیت‌های پژوهشگر داستان‌هایش، روی سلامت روانی خودشان قمار می‌کنند. لاوکرفت برای خلق افسانهٔ کوتولهوی خودش، دست به خلق مذهب زد؛ مذهبی سِری با پیروانی خرافاتی؛ همراه با معابدی برای پرستش آن خدایان اهریمنی و همین‌طور کتابی خلق کرد به نام نکرونومیکون، یک گریموا قدیمی برای احضار اهریمن‌های کیهانی به جهان فعلی. اغلب آثار لاوکرفت، فوق‌العاده بدبینانه و تلخ است. سیاه‌نمایی، بسیار در آثارش به چشم می‌خورد و اغلب تئوری‌های عصر روشن‌گری، رمانتیسیسم و انسان‌شناسی مسیحی را به چالش می‌کشد. قهرمان‌های داستان‌هایش، معمولاً آدم‌هایی منطقی و ماتریالیست هستند؛ لیکن به تدریج در طی داستان با دیدن حوادث و پدیده‌های خوف‌ناک، به عقاید عرفانی و متافیزیکی روی می‌آورند.
با وجودِ آن‌که مخاطبانِ او در زمانِ زندگی‌ش محدود بودند، اما در طولِ سال‌ها، به عنوانِ یکی از تأثیرگذارترین نویسندگانِ سبکِ وحشت شناخته شد و اغلب او را با ادگار آلن پو مقایسه می‌کنند.

## کتابشناسی
- کیمیاگر (۱۹۰۸)
- گور (۱۹۱۷)
- داجون (۱۹۱۷)
- خاطرات دکتر ساموئل جانسون (۱۹۱۷)
- ستارهٔ قطبی (۱۹۱۸)
- معمای موردون گرانج (۱۹۱۸)
- آن سوی دیوار خواب (۱۹۱۹)
- خاطره (۱۹۱۹)
- باگز پیر (۱۹۱۹)
- تحول جوئان رومرو (۱۹۱۹)
- کشتی سفید (۱۹۱۹)
- عذابی که بر سارنات نازل شد (۱۹۱۹)
- اظهارات رندالف کارتر (۱۹۱۹)
- خیابان (۱۹۱۹)
- ارمنگارد دوست داشتنی (۱۹۱۹)
- پیرمرد هولناک (۱۹۲۰)
- درخت (۱۹۲۰)
- گربه‌های اولتار (۱۹۲۰)
- معبد (۱۹۲۰)

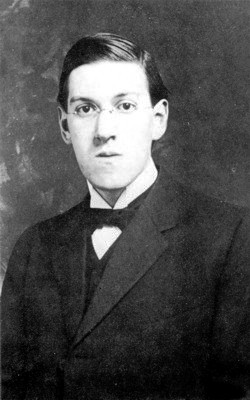
لاوکرفت در سال ۱۹۱۵

- حقایقی دربارهٔ مرحوم آرتور جرمین و خانواده‌اش (۱۹۲۰)
- سلفایس (۱۹۲۰)
- از دیگر سو (۱۹۲۰)
- نیارلاتوتپ (۱۹۲۰)
- تصویر توی خانه (۱۹۲۰)
- زندگی و مرگ (۱۹۲۰)
- پیش فراموشی (۱۹۲۰–۱۹۲۱)
- شهر بی‌نام (۱۹۲۱)
- ماجراجویی ایرانون (۱۹۲۱)
- تالاب ماه (۱۹۲۱)
- خارجی(لاوکرفت) (۱۹۲۱)
- دیگر خدایان (۱۹۲۱)
- باز-احیاء هربرت وست (۱۹۲۱–۱۹۲۲)
- موسیقی اریچ زن (۱۹۲۱)
- هیپنوس (۱۹۲۲)
- آنچه از ماه برآید (۱۹۲۲)
- عذتوث (۱۹۲۲)
- تازی (۱۹۲۲)
- ترس کمین‌کرده (۱۹۲۲)
- موش‌ها میان دیوارها (۱۹۲۲)
- نانامیدنی (۱۹۲۳)
- جشن‌واره (۱۹۲۳)
- خانهٔ متروک (۱۹۲۴)
- وحشت در رد هوک (۱۹۲۵)
- او (۱۹۲۵)
- درون غار (۱۹۲۵)
- هوای خنک (۱۹۲۶)
- احضار کوتولهو (۱۹۲۶)
- مدل پیک‌من (۱۹۲۶)
- ماجرای رؤیایی کادوث ناشناخته (۱۹۲۶–۱۹۲۷)
- کلید نقره (۱۹۲۶)
- خانهٔ عجیب و بلند در مه (۱۹۲۶)
- ماجرای چارلز دکستر وارد (۱۹۲۷)
- رنگ خارج از مکان (۱۹۲۷)
- اولاد (۱۹۲۷)
- تاریخچهٔ نکرونومیکون (۱۹۲۷)
- فرقهٔ خیلی قدیمی (۱۹۲۷)
- وحشت دانویچ (۱۹۲۸)
- ایبید (۱۹۲۸)
- نجوایی در تاریکی (۱۹۳۰)
- در کوهستان جنون (۱۹۳۱)
- سایه‌ای بر فراز اینسماوث (۱۹۳۱)
- رؤیایی در خانهٔ ساحره (۱۹۳۲)
- روحانی شیطانی (۱۹۳۳)
- موجودی بر آستانه (۱۹۳۳)
- کتاب (۱۹۳۳)
- سایه‌ای فراسوی زمان (۱۹۳۴–۱۹۳۵)
- شکارچی تاریکی (۱۹۳۵)